# مارك فونتان
مارك فونتان (بالفرنسية: Marc Fontan)‏ هو متسابق دراجات نارية فرنسي. نافس في سباقات بطولة العالم لفئة 500 سي سي ولفئة 250 سي سي ولفئة 50 سي سي.